# 教安寺 (川崎市)
教安寺（きょうあんじ）は、神奈川県川崎市川崎区にある浄土宗の寺院。

## 歴史
1553年（天文22年）、一蓮社乗誉によって開山された。
境内には、徳本上人による六字名号（南無阿弥陀仏）の石碑がある。徳本は念仏を唱えれば極楽に往けると説き、江戸時代に民衆から絶大な人気を誇った。
当寺には、文政12年（1829年）鋳造の梵鐘がある。戦中の金属類回収令により供出させられたが、空襲警報のサイレンの代用品にしようと川崎市役所に保管されたため、鋳潰されずに済んだ。
当寺にある石灯籠は、当地で活動していた富士講の一派「タテカワ講」によって、1840年（天保11年）に建てられた。

## 交通アクセス
- 川崎駅より徒歩5分。